# 托伯爾-特格申

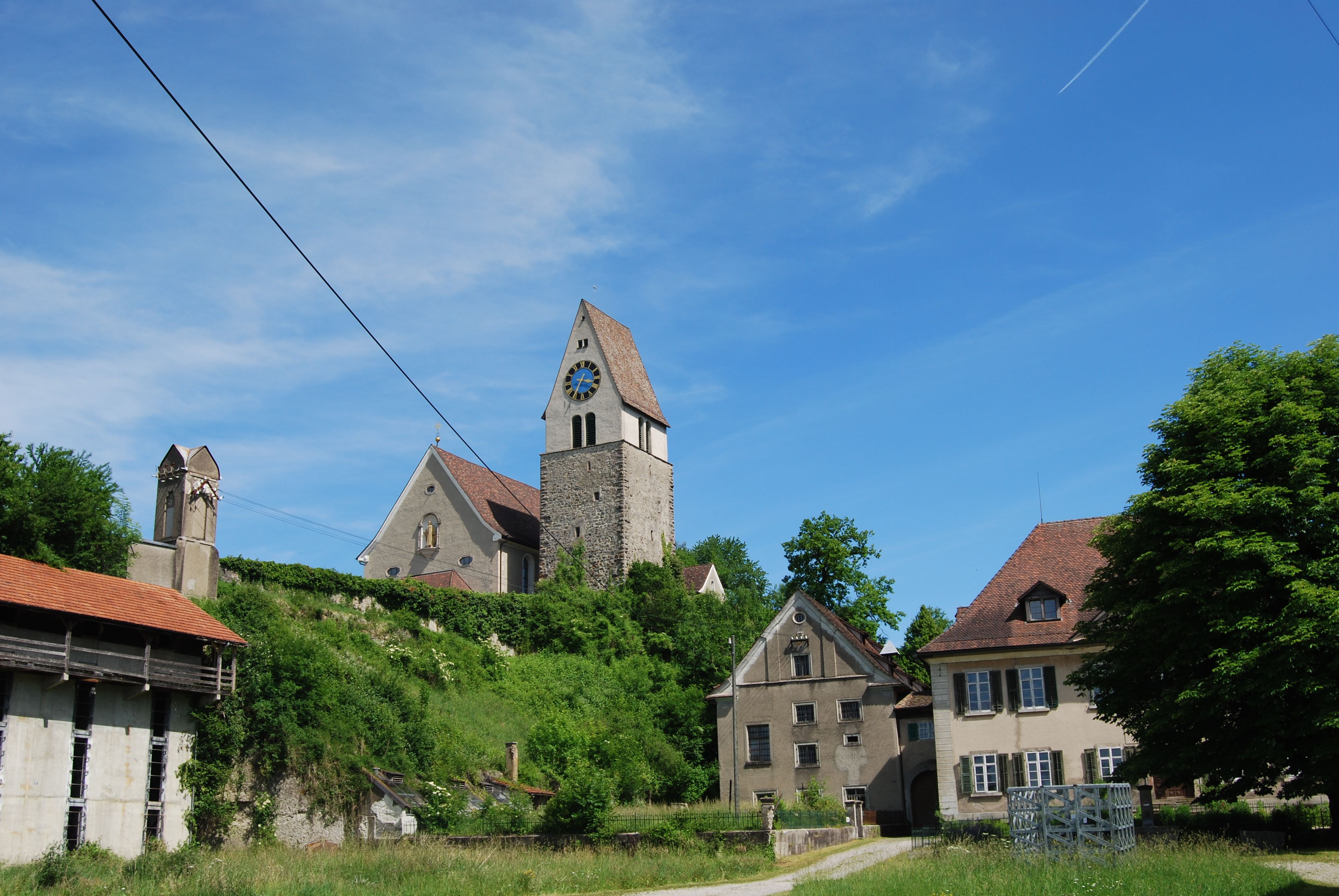

托伯爾-特格申是瑞士的城鎮，位於該國東北部，由圖爾高州負責管轄，面積7.11平方公里，海拔高度525米，2012年人口1,421，一半人口信奉羅馬天主教，人口密度每平方公里200人。